# Rosenheimský případ

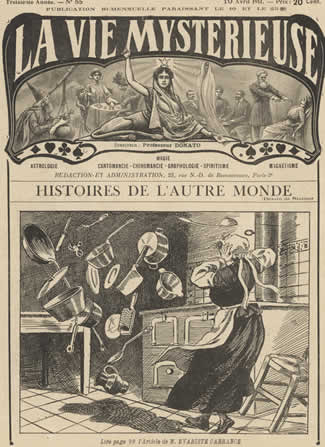
Vyobrazení působení poltergeista na obálce francouzského magazínu La Vie Mysterieuse z roku 1911

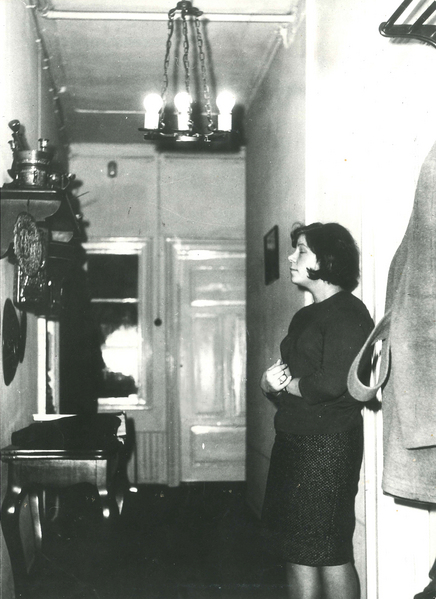
Annemarie Schaberlová (Annemarie Schaberl) v německém Rosenheimu v roce 1967 / 1968

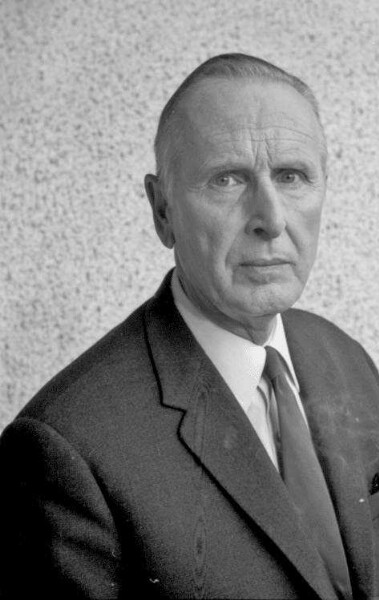
Profesor dr. Hans Bender (foto rok 1966)

Rosenheimský případ bylo souhrnné označení pro paranormální jevy, které se odehrávaly (v pracovní dny za plného provozu advokátní poradny a před zraky personálu) od podzimu roku 1967 až do února roku 1968 v místnostech (kancelářích) právního zástupce JUDr. Sigmunda Adama v bavorském městě Rosenheim na adrese Königstrasse 13/II. Tyto paranormální jevy byly pečlivě zdokumentovány certifikovanými (a někdy i zaplombovanými) měřicími přístroji a později (na základě přezkoumání týmem freiburského profesora dr. Hanse Bendera) přisouzeny uvolněným podvědomým silám (spontánní psychokinezi) tamní (v pracovním procesu nespokojené) devatenáctileté praktikantky slečny Annemarie Schaberl. Benderovo vyšetřování bylo krátce po skončení rosenheimské kauzy podrobeno kritice. Údajně vynechal klíčové detaily a vyhnul se verzím opírajícím se o přirozená vysvětlení.

## Přehled mimořádných jevů
- Zářivky: Zářivky byly instalovány vždy po dvou na 2,5 metru vysokém stropě kanceláře.[5] Docházelo k samovolnému otáčení zářivek v objímkách o 90 stupňů,[6] které vedlo až k jejich zhasnutí.[1][6] Některé zářivky byly vyškubnuty ze svých objímek a po dopadu na zem se roztříštily.[6]
- Závěsná stropní svítidla: Závěsy svítidel (jež později nahradily zářivky) se rozkmitávaly do té míry, že až narážely na stěny[6] případně až na strop, kde byly uchyceny. Docházelo k explozím baněk žárovek, aniž by byla jejich vlákna přerušena.[5]
- Elektrické pojistkové automaty (elektrické jističe): Docházelo k ničím neodůvodnitelným výpadkům automatických elektrických jističů[5] (někdy i čtyř v jeden okamžik[6]).
- Praskavé zvuky: Výpadky jističů byly obvykle doprovázeny slyšitelnými ostrými praskavými zvuky.[5][1][6] Místa vzniku těchto práskavých zvuků svědci nebyli schopni určit a byly „kdesi ve vzduchu“ a zdálo se, že vycházely z různých míst kanceláře. Hlasitý praskot byl připodobňován k akustickým projevům při výboji elektrické jiskry. (Tyto objektivně existující nehalucinogenní zvuky byly zaznamenány na magnetofon.)[5]
- Kopírka: Několikrát byl pozorován neodůvodněný únik (vystříknutí z recipientu[5]) vyvolávací kapaliny z fotografického kopírovacího stroje značky Lumiprint, aniž by s kopírkou kdokoliv pracoval.[1] Kapalina dokonce vytekla i ve chvíli, kdy přístroj nebyl připojen k síti.[6]
- Elektroměr: Docházelo k roztočení ukazatele spotřeby elektroměru v případě, že nebyl do sítě zapojen žádný spotřebič ani svítidlo.[6]
- Telefony: Vznikaly záhadné a zcela nevysvětlitelné poruchy telefonu.[6] Často začaly všechny čtyři telefony současně bez příčiny zvonit.[5][6] Již navázané a probíhající „řádné“ telefonní hovory byly nenadále bez příčiny přerušovány. Automatické počítadlo telefonních hovorů náhle začalo vykazovat několikanásobný počet hovorů oproti dřívějšímu období.[6] Účty za telefonní hovory narůstaly do neobvyklé výše tím, že byly zaznamenávány hovory, které se ve skutečnosti vůbec neuskutečnily.[5] Aniž by kdokoliv manipuloval s číselníkem telefonního přístroje, vytáčela se samovolně telefonní čísla (nejčastěji 0119, dotaz na přesný čas); Tento dotaz na přesný čas se samovolně vytočil 4 x až 5 x za minutu nebo dvacetkrát po sobě.[6] Jednoho dne bylo toto číslo dokonce samovolně vytočeno 40 x až 50 x po sobě.[1][5]

## Podrobná historie

### Advokát Adam žádá o pomoc
JUDr. Sigmund Adam podal nejprve u kriminální policie žalobu na neznámého pachatele, ale i v zapečetěných kancelářích jevy neustaly. Souvislost jevů s elektřinou v místnostech vedla JUDr. Sigmunda Adama k tomu, že ve středu 15. listopadu 1967 požádal „Oddělení údržby elektrovodných zařízení města Rosenheim“  o pečlivou kontrolu celého elektrického zařízení a důkladný průzkum elektroinstalace. Vedením této „kontrolní akce“ byl pověřen zástupce ředitele inž. Paul Brunner Spolu se zaměstnanci revizního odboru elektrických podniků (ve složení revizní technici: Zachner, Mayr, Schartel) zahájil inž. Paul Brunner kontrolu v advokátní kanceláři již ve čtvrtek 16. listopadu 1967.

### První zběžná revize
Revizní technici prozkoumali pečlivě celou elektroinstalaci domu na adrese Königstrasse 13/II. Speciální zájem věnovali domovní elektrické přípojce, stoupačce, vlastní instalaci v kancelářích jakož i v bytě advokáta. Na zkoumaných elektrických vedeních nebylo nalezeno nic zvláštního, změřené izolační odpory 4 pojistkových sekcí instalace vykazovaly běžné hodnoty v rozsahu 3 až 8 megaohmů.

### Instalace přístroje Unireg 1

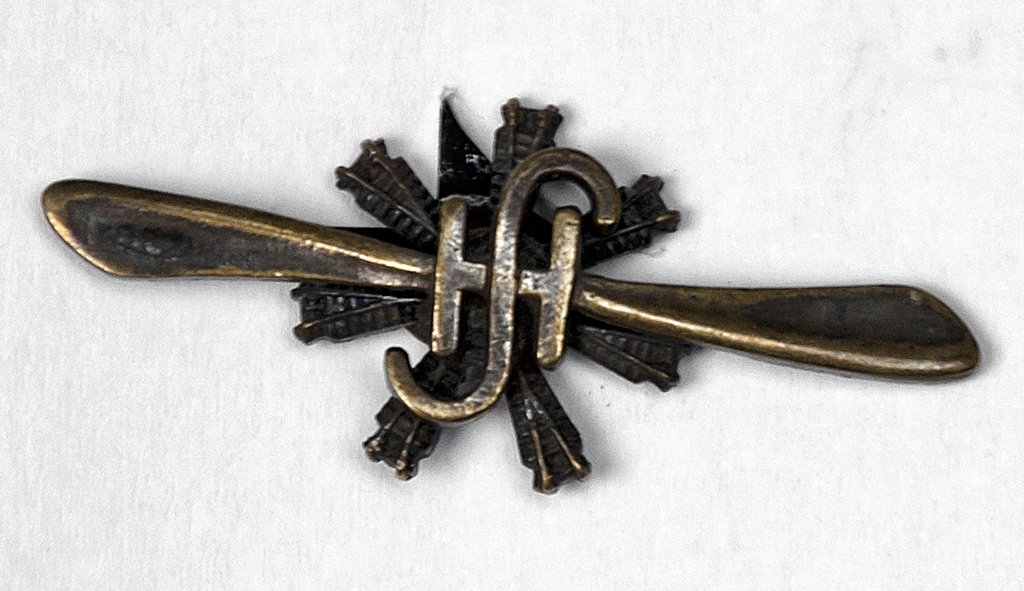
Odznak s logem firmy Siemens & Halske

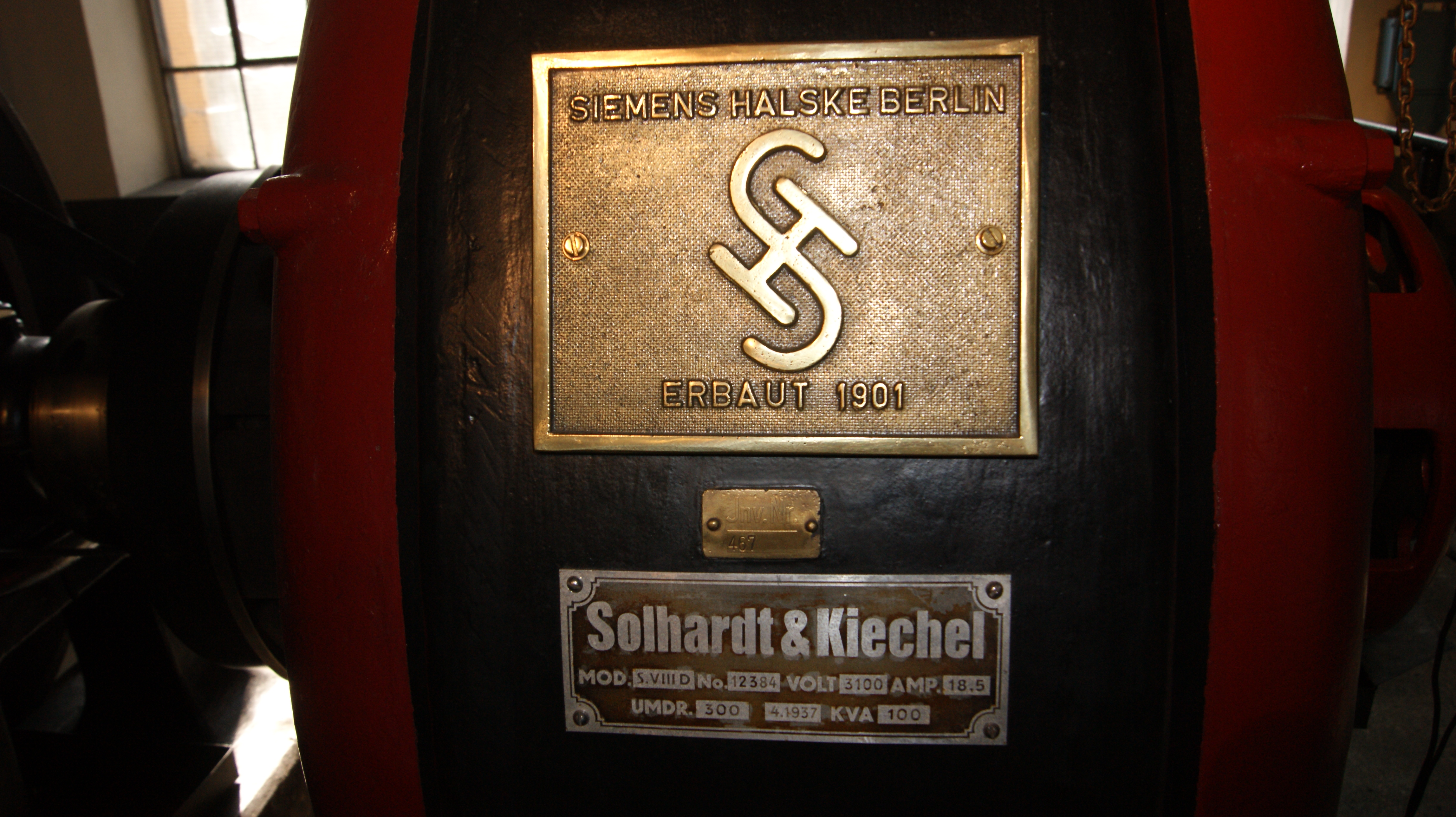
Typový štítek na zařízení od firmy Siemens & Halske (v tomto případě na generátoru v elektrárně Forach v rakouském městě Dornbirn)

Revizoři Zachner a Schartel zapojili ve čtvrtek 16. listopadu 1967 kolem 11 hodiny dopolední v hale advokátní kanceláře umístěný automatický registrační přístroj „Unireg 1“ firmy Siemens & Halske, jenž registroval nejrůznější elektrické veličiny. Jeho vlastní registrační část fungovala coby měřicí zapisovač a posuv registračního papírového pásu bylo možno nastavovat na tři různé hodnoty (10, 20 nebo 60 mm/hodinu). Pro měření napětí byl zvolen rozsah s „roztaženou“ stupnicí (tzv. měřicí napěťovou lupou, německy: Messlupe) umožňující detailně měřit (a současně registrovat) napětí v zájmovém rozsahu 187 až 235 voltů. Přístroj Unireg 1 byl vybaven napěťovým zesilovačem a výměnnými proudovými transformátory. Zaplombovaný přístroj Unireg 1 nezaznamenal nic ani v případě, kdy v poledne téhož dne (16. listopadu 1967) vypadly náhle tři pojistkové automaty (jističe) a jedna ze zářivek se pootočila o 90 stupňů ve své objímce. Ve 13.30 zapojili revizoři Zachner a Schartel přístroj Unireg 1 přes proudový transformátor 15/5 ampér přímo do určitého klíčového místa přívodního obvodu tak, že místo napětí přístroj Unireg 1 registroval proud. Také automatické jističe byly (po nezbytnou dobu) nahrazeny tavnými pojistkami, vše zaplombováno včetně celého přístroje Unireg 1 (zůstal zaplombován až do 30. listopadu 1967).

### Zaměstnanci
Během revize byli požádáni všichni zaměstnanci advokátní kanceláře k okamžitému nahlášení (kontrolnímu oddělení elektrických podniků) všech mimořádných úkazů, jichž se stali svědky.

### Mimořádné jevy
Níže popsané chronologicky uspořádané jevy byly vybrány z obsáhlé revizní zprávy elektrických podniků v Rosenheimu. Revizní zpráva se týkala „Technického prověření neobvyklých úkazů u pana právního zástupce S. Adama“ v Rosenheimu, Königstrasse 13/II v období od listopadu 1967 (do prosince 1967). Různé prameny (zdroje: ) vybírají z této zprávy mnohdy jiné dílčí jevy. Detailnost jejich popisů si vynutila (pro potřeby tohoto hesla) na mnoha místech jistá zjednodušení a sumarizace, případně i doplnění o informace, které v uvedených zdrojích byly zapsány i někde jinde.
| \| Datum \| Den v týdnu \| Popis mimořádných jevů od 16. listopadu 1967 do 18. ledna 1968[5] \| \| ------------------ \| ----------- \| -------------------------------------------------------------------------------------------------------------------------------------------------------------------------------------------------------------------------------------------------------------------------------------------------------------------------------------------------------------------------------------------------------------------------------------------------------------------------------------------------------------------------------------------------------------------------------------------------------------------------------------------------------------------------------------------------------------------------------------------------------------------------------------------------------------------------------------------------------------------------------------- \| \| 16. listopadu 1967 \| čtvrtek \| V poledne vypadly tři pojistkové automaty (jističe); v 17.30 bylo (podle svědectví vedoucího advokátní kanceláře pana Engelharda)[5] v předsíni slyšet silné prásknutí a zářivky v obou kancelářích se pootočily ve svých objímkách o 90 stupňů.[1][6] Registrační pásek přístroje Unireg 1 vykázal dvě výchylky (v době kolem 16.46)[5] a další dvě pak v době kolem 17.55.[6][5] \| \| 17. listopadu 1967 \| pátek \| V 7.30 se ozvalo v předsíni silné prásknutí, po několika minutách zhaslo světlo vlivem pootočení zářivek v objímkách; pojistky nevypadly. V 7.35 zaznamenal přístroj špičku 15 ampér (maximální výchylka) a při zhasnutí světla 9 ampér. V 15.00 další 3 plné výchylky ampérmetru.[6] Během dne bylo registrováno celkem 7 plných výchylek ampérmetru. V 15.00 byl v přístroji Unireg 1 vyměněn proudový transformátor za jiný s větším proudovým rozsahem: 50/5 ampér.[1] V 16.30 až 16.50 nastaly opět 4 plné výchylky (a to s již vyměněným proudovým transformátorem !!!)[5] \| \| 18. listopadu 1967 \| sobota \| Volný den v advokátní kanceláři JUDr. S. Adama; žádné projevy.[5] \| \| 19. listopadu 1967 \| neděle \| Volný den v advokátní kanceláři JUDr. S. Adama; žádné projevy.[5] \| \| 20. listopadu 1967 \| pondělí \| V 7.30 se ozvalo v místnosti vedoucího silné prásknutí, jedna ze zářivek dopadla na zem a roztříštila se (svědectví vedoucího kanceláře pana Engelharda); výchylky proudu měřené ampérmetrem dosáhly dvakrát desateronásobných hodnot (50 ampér) oproti normálnímu odběru (zde byl pozorován nepřirozený návrat pisátka záznamového zařízení po skončení výchylky (viz níže)[5]); pojistky při těchto rázech nevypadly ač byly dimenzovány na daleko menší proudovou zátěž.[6] Během odpoledne docházelo k opakovanému „vypadávání“ zářivek.[1] Tavné pojistky byly z praktických důvodů opět nahrazeny novými samočinnými jističi (LS–automaty) firmy Stern. V 17.20 bylo slyšet silné prásknutí a po 3 minutách následovala výchylka zapisovače odpovídající 45 ampérům. V 17.45 pootočení zářivky v přijímacím pokoji o 90 stupňů a výchylka na zapisovači do hodnoty 45 ampérů.[5] \| \| 21. listopadu 1967 \| úterý \| Dopoledne „vypadly“ dvě zářivky; všechny zářivky v kancelářích byly (z bezpečnostních důvodů) nahrazeny normálními žárovkami zašroubovanými v objímkách v osvětlovacích tělesech. Na zapisovači byly zjištěny dvě výchylky.[5] V 11.45 se ozvalo silné prásknutí a z kopírky značky „Lumiprint“ začala samovolně vytékat kapalina.[1] Kopírka byla odpojena od zásuvky. Na zapisovači byla zjištěna jedna výchylka.[5] \| \| 22. listopadu 1967 \| středa \| V 8.45 bylo slyšet silný praskot, za 20 sekund poté zaznamenal zapisovač plnou výchylku. Za dvě minuty nato další výchylka taková, že pero zapisovače natrhlo záznamový papír. V 10.10 prásknutí a po 20 sekundách plná výchylka zapisovače, krátce nato byly na zapisovači zjištěny další dvě výchylky. Ve 14.30 explodovala poprvé žárovka v předpokoji advokátní kanceláře. Registrovány 3 plné výchylky v krátkých intervalech. Od 14.30 do 17.50[5] celkem asi deset silných prásknutí v jejichž průběhu zaznamenal zapisovač silné výchylky.[1] \| \| 23. listopadu 1967 \| čtvrtek \| Po silném ranním prásknutí v 7.35 (zaměstnanci toto prásknutí uslyšeli ještě před odemknutím vstupních dveří) zapisovač vykázal v intervalu 5 minut dvě plné výchylky. Revizní technici napojili všechny tři kanceláře na vlastní (provizorní) kabeláž, která byla „izolována“ od stávajících elektrorozvodů. Tímto krokem byly kanceláře „de facto“ přímo spojeny nezávislým (a prověřeným) vedením k transformátoru 20/0.4 KV. V 10.05 v krátkých intervalech 5 plných výchylek zapisovače. Stejné výchylky pak v 10.20, 11.05, 12.10, 13.50, ...[5] \| \| 24. listopadu 1967 \| pátek \| Po celý den se ozývaly opakované rány.[1] \| \| 25. listopadu 1967 \| sobota \| Volný den v advokátní kanceláři JUDr. S. Adama; žádné projevy. \| \| 26. listopadu 1967 \| neděle \| Volný den v advokátní kanceláři JUDr. S. Adama; žádné projevy. \| \| 27. listopadu 1967 \| pondělí \| Po celý den se ozývaly opakované rány.[1] \| \| 28. listopadu 1957 \| úterý \| Opakované rány a nový druh úkazů: samovolné rozkývání elektrických svítidel (zejména v době od 16.45 do 18.00); byly naměřeny výkyvy až 55 cm.[1] Nikomu z přítomných se nepodařilo zpozorovat začátky těchto výkyvů.[5] \| \| 29. listopadu 1967 \| středa \| Dvanáct výkyvů kulových osvětlovacích těles bylo pozorováno během dopoledne.[1] Na registračních páskách tou dobou žádné výchylky hodné pozornosti. Odpoledne (od rána přítomný revizní technik pan Schartel byl v poledne vystřídán revizorem panem Dittrichem) žádné jevy.[5] \| \| 30. listopadu 1967 \| čtvrtek \| Během celého dne (pozorování prováděl od 07.30 do 12.00 a pak od 13.30 do 18.00 revizor – praktikant pan Meng[5]) byla pozorována série samovolných výkyvů rozsvícených osvětlovacích těles a to i při zhasnutí v nich se nacházejících žárovek.[1] V bytě ležícím nad advokátní kanceláří toho dne několik revizních techniků zkoumalo především podlahy. Snažili se synchronizovaným rytmickým poskakováním vícera osob ve středech těchto místností prakticky docílit rozkývání osvětlovacích těles ve spodních místnostech, kde se nacházela advokátní kancelář. Snaha však byla marná. Byl nainstalován (v 15.00) náhradní zdroj proudu. (Motorový agregát pro napětí 220 V, který byl poháněn přes klínový řemen vhodným elektromotorem. Agregát byl zainstalován do útrob trafostanice Königstrasse II[5] a zprovozněn v 15.20.), ale neobvyklé úkazy dále pokračovaly.[1] \| \| 1. prosince 1967 \| pátek \| Praskot a výkyvy světel.[1] \| \| 2. prosince 1967 \| sobota \| Volný den v advokátní kanceláři JUDr. S. Adama; žádné projevy. \| \| 3. prosince 1967 \| neděle \| Volný den v advokátní kanceláři JUDr. S. Adama; žádné projevy. \| \| 4. prosince 1967 \| pondělí \| Došlo k sérii výchylek měřicích přístrojů; V 10.15 telefon bez přerušení zvonil. (Do kanceláře byl následně nainstalován jen jeden kontrolní telefonní aparát, který nahradil čtyři do té doby používané telefonní přístroje.)[1] Mnohačetná prásknutí (tyto zvuky slyšeli i v advokátní kanceláři přítomní komisaři od kriminální policie: komisař Seitz a komisař Wendel) a výkyvy různých svítidel v různých místnostech (doprovázené nepřestávajícími výchylkami registračních přístrojů). V 16.23 se svítidlo v malé předsíňce vykývlo tak prudce, že narazilo na rám protilehlých dveří.[5] \| \| 5. prosince 1967 \| úterý \| Docházelo k samovolnému opakovanému všesměrnému kývání světel, práskání a silným výchylkám měřicích přístrojů.[1] \| \| 6. prosince 1967 \| středa \| Již od rána (od 7.30) pozorované výkyvy různých osvětlovacích těles v různých místnostech advokátní kanceláře, které jsou doprovázeny občasnými výpadky pojistkových automatů. V 11.42 byl kriminální asistent Wendl svědkem neobvyklého výpadku navázaného příchozího telefonního hovoru. Do advokátní kanceláře volala slečna Duschlová z firmy Hamberger, hovor byl přijat a po krátké konverzaci bylo telefonní vedení „mrtvé“. Po „položení“ sluchátka a jeho opětném „zvednutí“ v kanceláři bylo možno v hovoru dále pokračovat.[5] \| \| \| \| Záznamy z několika dní nebyly ve zdrojích [1][6][5] uvedeny. \| \| 11. prosince 1967 \| pondělí \| Kýváním se o strop roztříštilo v 8.00 kulové svítidlo v předpokoji. Další kývání různých svítidel. Připojení monočlánku 1,5 V ke vstupním svorkám měřiče, který i přes tento fakt v době od 10.12 do 10.40 registroval 8 mohutných výchylek až do kraje stupnice. Další výchylky pak následovaly v 11.50, 13.57 a 16.35.[5] Za přítomnosti JUDr. S. Adama a revizních techniků inž. Paula Brunnera[7] a Mayra se odpoledne v kancelářích postupně samovolně vychylovaly ze svislých poloh nebo se rozhoupaly různé na stěnách visící obrazy.[1] Několik obrazů spadlo na zem. Jeden z nich se dokonce otočil neobyčejně rychle o 320 stupňů doleva, takže závěsný drát se omotal kolem skobičky, na níž visel,[5] a obraz se zřítil na podlahu.[1] Nejbližší pozorovatel byl vzdálen od tohoto obrazu asi 1 metr.[5] \| \| \| \| Měření na záznamovém zařízení probíhala až do 18. ledna 1968, ale záznamy z těchto dní ve zdrojích [1][6][5] nebyly uvedeny. \| |             | |
| Datum | Den v týdnu | Popis mimořádných jevů od 16. listopadu 1967 do 18. ledna 1968 |
| 16. listopadu 1967 | čtvrtek     | V poledne vypadly tři pojistkové automaty (jističe); v 17.30 bylo (podle svědectví vedoucího advokátní kanceláře pana Engelharda) v předsíni slyšet silné prásknutí a zářivky v obou kancelářích se pootočily ve svých objímkách o 90 stupňů. Registrační pásek přístroje Unireg 1 vykázal dvě výchylky (v době kolem 16.46) a další dvě pak v době kolem 17.55. |
| 17. listopadu 1967 | pátek       | V 7.30 se ozvalo v předsíni silné prásknutí, po několika minutách zhaslo světlo vlivem pootočení zářivek v objímkách; pojistky nevypadly. V 7.35 zaznamenal přístroj špičku 15 ampér (maximální výchylka) a při zhasnutí světla 9 ampér. V 15.00 další 3 plné výchylky ampérmetru. Během dne bylo registrováno celkem 7 plných výchylek ampérmetru. V 15.00 byl v přístroji Unireg 1 vyměněn proudový transformátor za jiný s větším proudovým rozsahem: 50/5 ampér. V 16.30 až 16.50 nastaly opět 4 plné výchylky (a to s již vyměněným proudovým transformátorem !!!) |
| 18. listopadu 1967 | sobota      | Volný den v advokátní kanceláři JUDr. S. Adama; žádné projevy. |
| 19. listopadu 1967 | neděle      | Volný den v advokátní kanceláři JUDr. S. Adama; žádné projevy. |
| 20. listopadu 1967 | pondělí     | V 7.30 se ozvalo v místnosti vedoucího silné prásknutí, jedna ze zářivek dopadla na zem a roztříštila se (svědectví vedoucího kanceláře pana Engelharda); výchylky proudu měřené ampérmetrem dosáhly dvakrát desateronásobných hodnot (50 ampér) oproti normálnímu odběru (zde byl pozorován nepřirozený návrat pisátka záznamového zařízení po skončení výchylky (viz níže)); pojistky při těchto rázech nevypadly ač byly dimenzovány na daleko menší proudovou zátěž. Během odpoledne docházelo k opakovanému „vypadávání“ zářivek. Tavné pojistky byly z praktických důvodů opět nahrazeny novými samočinnými jističi (LS–automaty) firmy Stern. V 17.20 bylo slyšet silné prásknutí a po 3 minutách následovala výchylka zapisovače odpovídající 45 ampérům. V 17.45 pootočení zářivky v přijímacím pokoji o 90 stupňů a výchylka na zapisovači do hodnoty 45 ampérů. |
| 21. listopadu 1967 | úterý       | Dopoledne „vypadly“ dvě zářivky; všechny zářivky v kancelářích byly (z bezpečnostních důvodů) nahrazeny normálními žárovkami zašroubovanými v objímkách v osvětlovacích tělesech. Na zapisovači byly zjištěny dvě výchylky. V 11.45 se ozvalo silné prásknutí a z kopírky značky „Lumiprint“ začala samovolně vytékat kapalina. Kopírka byla odpojena od zásuvky. Na zapisovači byla zjištěna jedna výchylka. |
| 22. listopadu 1967 | středa      | V 8.45 bylo slyšet silný praskot, za 20 sekund poté zaznamenal zapisovač plnou výchylku. Za dvě minuty nato další výchylka taková, že pero zapisovače natrhlo záznamový papír. V 10.10 prásknutí a po 20 sekundách plná výchylka zapisovače, krátce nato byly na zapisovači zjištěny další dvě výchylky. Ve 14.30 explodovala poprvé žárovka v předpokoji advokátní kanceláře. Registrovány 3 plné výchylky v krátkých intervalech. Od 14.30 do 17.50 celkem asi deset silných prásknutí v jejichž průběhu zaznamenal zapisovač silné výchylky. |
| 23. listopadu 1967 | čtvrtek     | Po silném ranním prásknutí v 7.35 (zaměstnanci toto prásknutí uslyšeli ještě před odemknutím vstupních dveří) zapisovač vykázal v intervalu 5 minut dvě plné výchylky. Revizní technici napojili všechny tři kanceláře na vlastní (provizorní) kabeláž, která byla „izolována“ od stávajících elektrorozvodů. Tímto krokem byly kanceláře „de facto“ přímo spojeny nezávislým (a prověřeným) vedením k transformátoru 20/0.4 KV. V 10.05 v krátkých intervalech 5 plných výchylek zapisovače. Stejné výchylky pak v 10.20, 11.05, 12.10, 13.50, ... |
| 24. listopadu 1967 | pátek       | Po celý den se ozývaly opakované rány. |
| 25. listopadu 1967 | sobota      | Volný den v advokátní kanceláři JUDr. S. Adama; žádné projevy. |
| 26. listopadu 1967 | neděle      | Volný den v advokátní kanceláři JUDr. S. Adama; žádné projevy. |
| 27. listopadu 1967 | pondělí     | Po celý den se ozývaly opakované rány. |
| 28. listopadu 1957 | úterý       | Opakované rány a nový druh úkazů: samovolné rozkývání elektrických svítidel (zejména v době od 16.45 do 18.00); byly naměřeny výkyvy až 55 cm. Nikomu z přítomných se nepodařilo zpozorovat začátky těchto výkyvů. |
| 29. listopadu 1967 | středa      | Dvanáct výkyvů kulových osvětlovacích těles bylo pozorováno během dopoledne. Na registračních páskách tou dobou žádné výchylky hodné pozornosti. Odpoledne (od rána přítomný revizní technik pan Schartel byl v poledne vystřídán revizorem panem Dittrichem) žádné jevy. |
| 30. listopadu 1967 | čtvrtek     | Během celého dne (pozorování prováděl od 07.30 do 12.00 a pak od 13.30 do 18.00 revizor – praktikant pan Meng) byla pozorována série samovolných výkyvů rozsvícených osvětlovacích těles a to i při zhasnutí v nich se nacházejících žárovek. V bytě ležícím nad advokátní kanceláří toho dne několik revizních techniků zkoumalo především podlahy. Snažili se synchronizovaným rytmickým poskakováním vícera osob ve středech těchto místností prakticky docílit rozkývání osvětlovacích těles ve spodních místnostech, kde se nacházela advokátní kancelář. Snaha však byla marná. Byl nainstalován (v 15.00) náhradní zdroj proudu. (Motorový agregát pro napětí 220 V, který byl poháněn přes klínový řemen vhodným elektromotorem. Agregát byl zainstalován do útrob trafostanice Königstrasse II a zprovozněn v 15.20.), ale neobvyklé úkazy dále pokračovaly.      |
| 1. prosince 1967 | pátek       | Praskot a výkyvy světel. |
| 2. prosince 1967 | sobota      | Volný den v advokátní kanceláři JUDr. S. Adama; žádné projevy. |
| 3. prosince 1967 | neděle      | Volný den v advokátní kanceláři JUDr. S. Adama; žádné projevy. |
| 4. prosince 1967 | pondělí     | Došlo k sérii výchylek měřicích přístrojů; V 10.15 telefon bez přerušení zvonil. (Do kanceláře byl následně nainstalován jen jeden kontrolní telefonní aparát, který nahradil čtyři do té doby používané telefonní přístroje.) Mnohačetná prásknutí (tyto zvuky slyšeli i v advokátní kanceláři přítomní komisaři od kriminální policie: komisař Seitz a komisař Wendel) a výkyvy různých svítidel v různých místnostech (doprovázené nepřestávajícími výchylkami registračních přístrojů). V 16.23 se svítidlo v malé předsíňce vykývlo tak prudce, že narazilo na rám protilehlých dveří. |
| 5. prosince 1967 | úterý       | Docházelo k samovolnému opakovanému všesměrnému kývání světel, práskání a silným výchylkám měřicích přístrojů. |
| 6. prosince 1967 | středa      | Již od rána (od 7.30) pozorované výkyvy různých osvětlovacích těles v různých místnostech advokátní kanceláře, které jsou doprovázeny občasnými výpadky pojistkových automatů. V 11.42 byl kriminální asistent Wendl svědkem neobvyklého výpadku navázaného příchozího telefonního hovoru. Do advokátní kanceláře volala slečna Duschlová z firmy Hamberger, hovor byl přijat a po krátké konverzaci bylo telefonní vedení „mrtvé“. Po „položení“ sluchátka a jeho opětném „zvednutí“ v kanceláři bylo možno v hovoru dále pokračovat. |
| |             | Záznamy z několika dní nebyly ve zdrojích uvedeny. |
| 11. prosince 1967 | pondělí     | Kýváním se o strop roztříštilo v 8.00 kulové svítidlo v předpokoji. Další kývání různých svítidel. Připojení monočlánku 1,5 V ke vstupním svorkám měřiče, který i přes tento fakt v době od 10.12 do 10.40 registroval 8 mohutných výchylek až do kraje stupnice. Další výchylky pak následovaly v 11.50, 13.57 a 16.35. Za přítomnosti JUDr. S. Adama a revizních techniků inž. Paula Brunnera a Mayra se odpoledne v kancelářích postupně samovolně vychylovaly ze svislých poloh nebo se rozhoupaly různé na stěnách visící obrazy. Několik obrazů spadlo na zem. Jeden z nich se dokonce otočil neobyčejně rychle o 320 stupňů doleva, takže závěsný drát se omotal kolem skobičky, na níž visel, a obraz se zřítil na podlahu. Nejbližší pozorovatel byl vzdálen od tohoto obrazu asi 1 metr.                                                                         |
| |             | Měření na záznamovém zařízení probíhala až do 18. ledna 1968, ale záznamy z těchto dní ve zdrojích nebyly uvedeny. |

### Revizní technici nahrazují vedení
Různé registrační přístroje rozmísťované postupně v elektrorozvodné síti (související s advokátní kanceláří a jejím bezprostředním elektrickým „okolím“) vykazovaly řadu náhlých špiček a proto byly veškeré přívodní kabely, domovní přípojka jakož i stoupačka nahrazeny samostatnými provizorními kabely. Vznikl tak od okolní elektrorozvodné sítě izolovaný celek, jenž byl nakonec zapojen speciálním 70 metrů dlouhým gumovým NMH 4 x 2,5 mm² kabelem přímo do nízkonapěťových sběrnic na nejbližší transformační stanici 20/0,4 KV Königstrasse II. Dále byla provedena instalace kompletního provizorního vedení pro osvětlení všech 3 místností v advokátní kanceláři. Konečně bylo provedeno (ve čtvrtek 30. listopadu 1967) napojení celé advokátní poradny na externí náhradní agregát (umístěný uvnitř trafostanice). Žádný z výše uvedených (postupně prováděných) zásahů ale podivné paranormální jevy neodstranil.

### Postřehy a závěry revizorů
Postřehy a činnosti (měření či zásahy do elektroinstalací) revizních techniků, které popisovali v závěrečné zprávě, již byly (v podstatě) uvedeny v předchozím textu a tak tato kapitola obsahuje jen informace dosud v textu tohoto hesla neuvedené:
- Výpadek tří pojistkových automatů, aniž to bylo zaznamenáno na mezivřazeném kontrolním registračním přístroji;[6]
- Proudový registrační přístroj zaznamenal náhlou silnou výchylku 9 ampér, někdy dokonce až 50 ampér aniž by vypadly pojistkové automaty (jističe) dimenzované na mnohem nižší zátěž;[6]
- Při neopodstatněné výchylce 50 ampér se pisátko proudového registračního přístroje nevracelo do počáteční polohy strmě a přímočaře, ale po křivce (jakési smyčce[5] ve tvaru písmene „S“);[6]
- Měření prokázala, že napětí v síti nekolísalo, ale ampérmetr vykazoval neobvykle velké výchylky právě během nezvyklých jevů. Navíc bylo zjištěno, že na napěťových diagramech kontrolních registračních přístrojů se objevovaly četné výchylky i v situaci, kdy byl přístroj zcela odpojen od měřené rozvodné sítě a na jeho svorkách bylo přiloženo jen bateriové („monočlánkové“) stejnosměrné napětí 1,5 voltu.[1]
- Registrační přístroje evidovaly fantastické a objektivně neexistující proudové rázy.[6] (To bylo doloženo aplikací stejnosměrného („monočlánkového“) napětí 1,5 voltu na vstupní svorky přístroje, který přesto vykazoval silné výchylky (viz výše) a také kontrolním měřeními pomocí paměťového osciloskopu Tektronix typ 549 (viz níže).)[5]

Revizní zpráva Elektrických podniků Rosenheim skončila konstatováním v tom smyslu, že za určitých předpokladů (a mimo vůli zodpovědných osob) může docházet (vlivem nekontrolovatelných sil) k nežádoucí aktivaci jakýchkoliv (i sofistikovaných) pochodů, které mohou mít ve svém důsledku i katastrofální následky.

### Hans Bender
Závěry revizní komise sice neurčily konkrétního pachatele, ale naznačily, že další pátrání by měl převzít „Institut hraniční psychologie a duševní hygieny“ ve Freiburgu, vedený profesorem dr. Hansem Benderem (1907–1991), který již zkoumal v roce 1965 obdobný případ v severoněmeckém městě Brémy. První věc, na kterou Hans Bender upozornil, byl fakt, že mimořádné jevy se odehrávaly pouze v úředních hodinách advokátní kanceláře a tyto jevy nastaly vždy za přítomnosti dvou zaměstnankyň: devatenáctileté slečny Annemarie Schaberlové (*1948) a sedmnáctileté Gustel H. V dalším pak Hans Bender vyloučil sedmnáctiletou Gustel H. a rovněž i jakékoliv podvodné manipulace.
Freiburský parapsycholog profesor dr. Hans Bender povolal začátkem prosince 1967 do Rosenheimu z Ústavu Maxe Plancka pro plazmovou fyziku v Mnichově–Garchingu a z Ústavu nukleární fyziky dva experty: doktora Phys. Friedberta Kargera a doktora Gerharda Zicha.

### Expertní mise fyziků
Jedním z cílů této „fyzikální mise“ bylo objasnit příčiny prudkých výchylek zobrazovaných na registračním přístroji Unireg 1. Za tímto účelem byl ke vstupním svorkám tohoto přístroje připojen paměťový (s dlouhým dozníváním zobrazované stopy na stínítku) analogový oscilograf firmy Tektronix, typ 549 opatřený čtyřkanálovým šuplíkovým (zásuvným) zařízením s typovým označením 1A4 (čtyři vstupní kanály a rozsah kmitočtového pásma 50 MHz). První měřicí kanál (# 1) byl připojen paralelně ke svorkám „Unireg 1“ (kontrola výkyvů napětí v rozvodné síti 220 V), na druhý kanál (# 2) byla připojena „elektrická“ sonda k měření elektrického potenciálu (elektrického pole) v těsné blízkosti zařízení Unireg 1 a třetí kanál (# 3) byl využit pro měření magnetického pole („magnetická sonda“ + externí zesilovač) v těsné blízkosti zařízení Unireg 1. Konečně poslední (čtvrtý) kanál (# 4) měřil amplitudy zvuků (zachycované mikrofonem), které se ozývaly v kanceláři.

Měřicí pracoviště fyziků, Rosenheim 1967
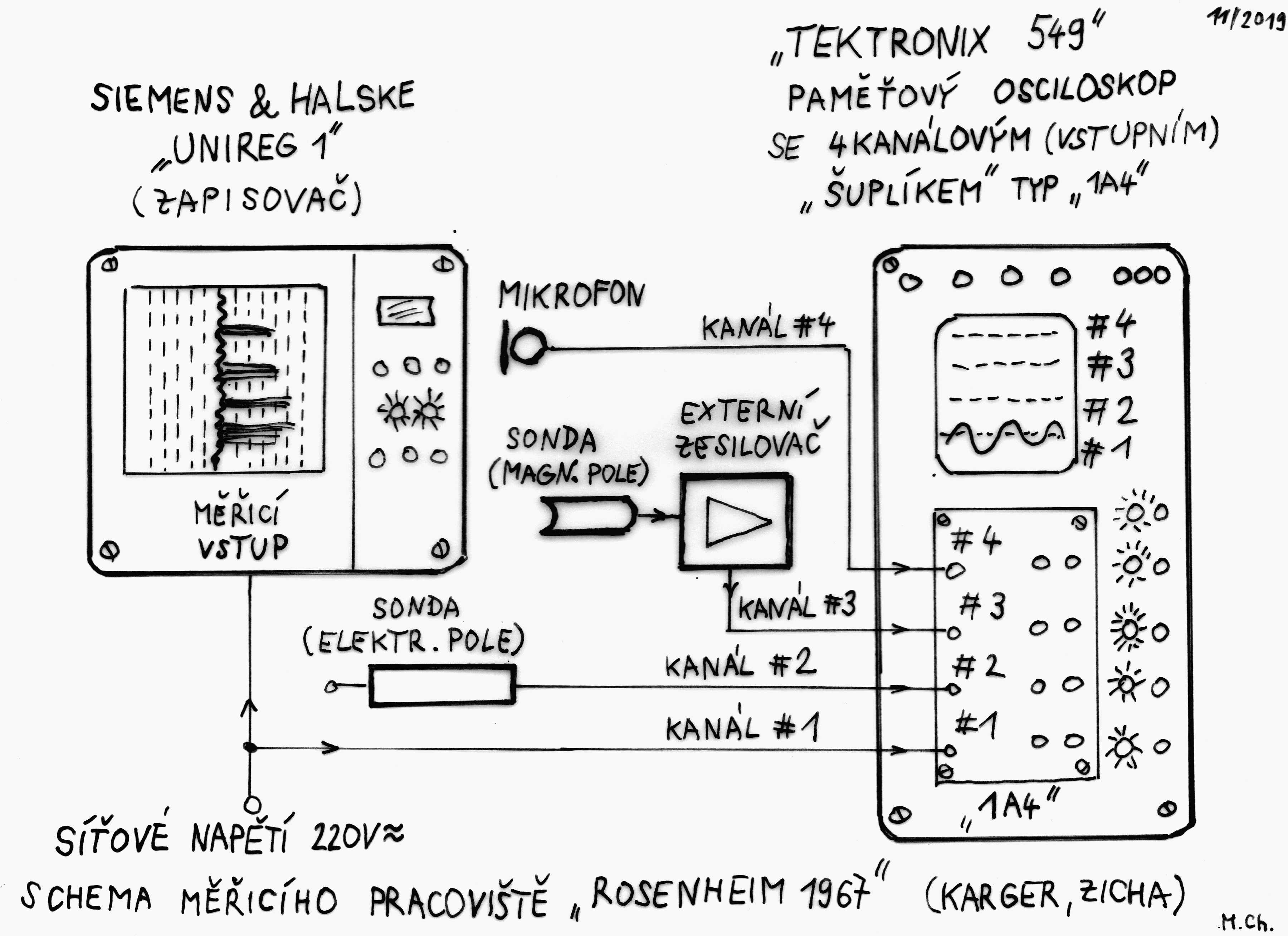
Schematické zapojení podle: Friedbert Karger / Gerhard Zicha
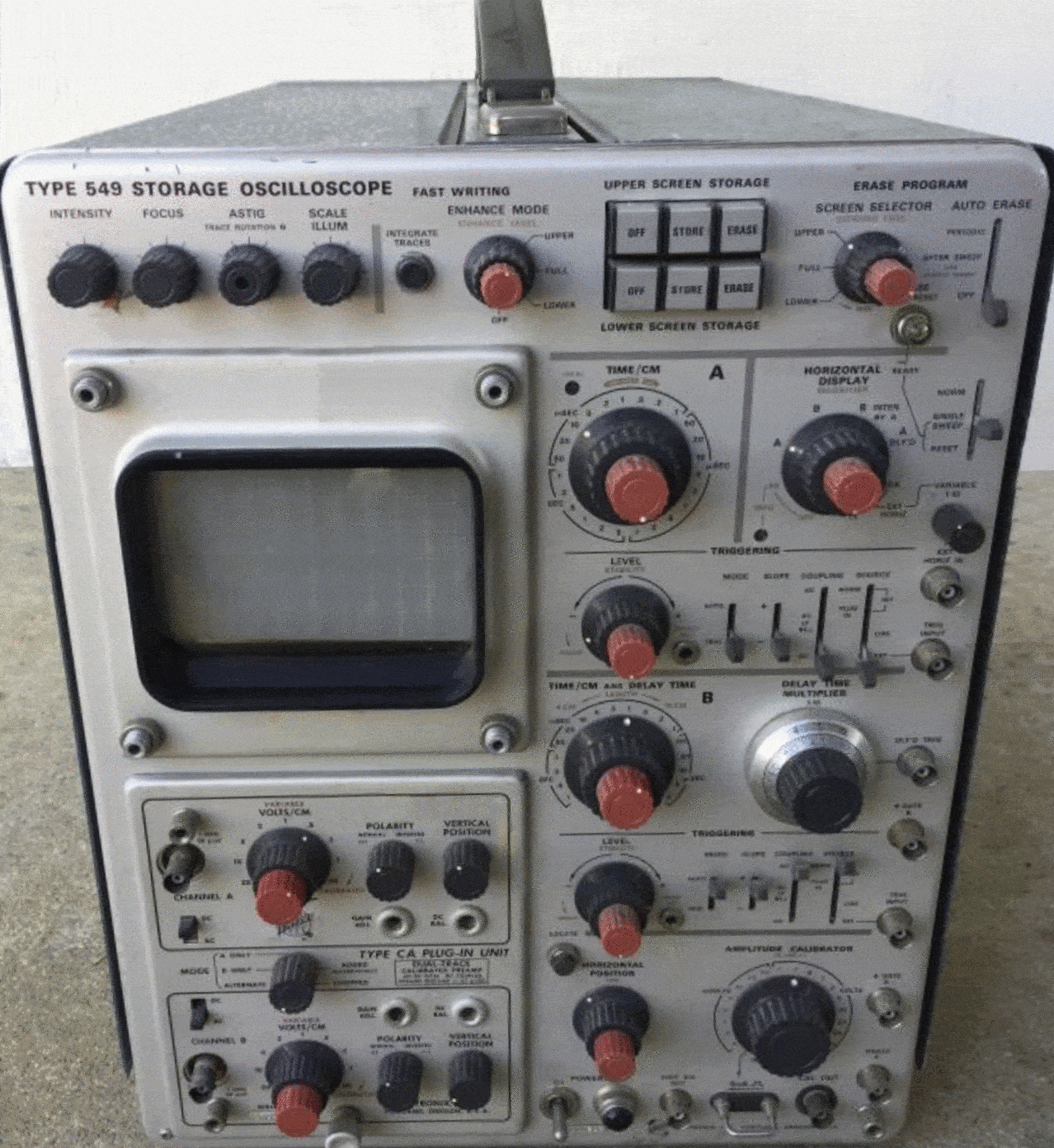
Analogový CRT paměťový osciloskop Tektronix typ 549

Všichni uvedení experti provedli (od 6. prosince 1967 do 8. prosince 1967) další měření pomocí různých přístrojů (mezi nimi například pomocí oscilografu viz výše)., ověřili ta minulá a v konečném důsledku potvrdili reálnost podivných jevů a to s vyloučením jakéhokoliv vědomého podvodu.

### Postřehy a závěry fyziků
- Prudké a nenormální výchylky registračního zařízení Unireg 1 nejsou způsobeny:[5]
  - změnami síťového napětí (to bylo, až na drobné výjimky, ve skutečnosti konstantní);
  - vysokofrekvenčním polem (jež by vyvolalo napětí při demodulaci na nějakém nelineárním stavením prvku ve vstupních obvodech přístroje Unireg 1);
  - elektrostatickým nábojem;
  - vnějším statickým magnetickým polem;
  - špatným („studeným“) kontaktem někde v elektronickém zesilovači přístroje Unireg 1;
  - ultrazvukovými či infrazvukovými efekty;
  - silnými vibracemi či otřesy;
  - manuálním zásahem do funkce zapisovače (vyloučeno dozorem nad přístrojem a jeho plombováním).
- I když byly zkoumané jevy zaznamenány prostřednictvím přístrojů, které měla (v roce 1967 a začátkem roku 1968) experimentální fyzika k dispozici, zjištěný rozsah a charakter jevů nelze vysvětlit pomocí znalostí teoretické fyziky roku 1967/1968.[6]
- Úkazy samotné se zdají být výsledkem neperiodických a jen krátkodobě působících sil.[6]
- Úkazy (a to včetně nenormálních telefonních poruch) zdá se nejsou výsledkem prostých elektrodynamických efektů.[6]
- Nevznikají jen jednoduché případy explozivního rázu, ale také složité pohyby (vykreslování křivek zapisovače, pohyby obrazů, pootáčení zářivkových trubic).[6]
- Zmíněné pohyby se jeví jako by byly realizovány silami, jež jsou řízeny určitou „inteligencí“ (vytáčení telefonního čísla 0119 na telefonu).[6]
- Nenormální výchylky zapisovacího přístroje Unireg 1 se odehrávaly výlučně v úředních hodinách kanceláře právního zástupce JUDr. Sigmunda Adama. V sobotu ani v neděli, v noci a o polední přestávce nebyly registrovány žádné výchylky ani jiné paranormální úkazy.[5]
- Pokud měla praktikantka Annemarie Schaberlová dovolenou, nebyly zaznamenány žádné nenormální výchylky; paranormální úkazy se objevily výjimečně i jednu sobotu, kdy byla praktikantka přítomna v kanceláři.[5]

Závěrem (ve vyhotovené písemné zprávě) konstatovali: 
Všechny výchylky mohou být způsobené pouze nějakou neznámou energií, která je závislá na přítomnosti praktikantky Annemarie Schaberlové. Jinými slovy: může se jednat pouze o jevy, spadající do oboru psychokineze.
prof. Hans Bender, dr. Friedbert Karger a dr. Gerhard Zicha, prohlášení, závěr několikadenního měření a pozorování

### Závěry obecnější
- Popisované úkazy vznikají jen a pouze ve spojitosti s určitou osobou.[6]
- Podobné jevy jsou obvykle vázány na děti nebo mladistvé v pubertálním věku a obého pohlaví, i když ženské pohlaví převažuje.[6]
- Podobné úkazy byly pozorovány již dříve (např. v roce 1965 v Brémách), ale specialita Rosenheimského případu je v tom, že osoba, odpovědná za tyto úkazy (praktikantka Annemarie Schaberlová), již značně překročila práh puberty.[6]
- Trvání obdobných jevů bývá různé, od několika dní po několik měsíců.[6]
- Obvykle se jevy projevují při vystavení dítěte či pubescenta psychickému tlaku vlivem konfliktní situace, kde je subjekt přímo či nepřímo emočně či věcně angažován.[6]
- Počet a „síla“ psychokinetických úkazů se zmenšuje se vzdáleností od osoby, která je způsobuje.[5]
- Poruchy na telefonech (jednostranné slyšení, náhlé přerušení spojení, zvonění všech 4 telefonů současně, apod.) dle vyjádření techniků (pověřených revizí Siemensovy telefonní soustavy) není možno jakýmkoliv „normálním“ způsobem vysvětlit.[5]
- Samovolné vytáčení telefonního čísla (např. 0119) se muselo odehrávat přímo a jen v advokátní kanceláři. Aby došlo k volbě čísla (bez otáčení mechanického číselníku telefonu) musela by neznámá psychokinetická síla mechanicky působit na určité kontakty (perka) číselníku s „inteligentní“ přesností odhadu časových intervalů v řádech desítek milisekund.[5]

### Annemarie Schaberlová
Profesor dr. Hans Bender a dr. Friedbert Karger doporučili (po dohodě s JUDr. Sigmundem Adamem) devatenáctileté praktikantce Annemarie Schaberlové, aby během vánočních svátků i bezprostředně po nich zůstala doma a nechodila do kanceláře. Kancelář tedy v době od 5. ledna 1968 do 17. ledna 1968 navštěvovala pouze nepravidelně (měla povoleno zůstat doma, i přes to, že naléhala, aby směla přijít do zaměstnání) a abnormální úkazy se za její nepřítomnosti nekonaly. Nevysvětlitelné jevy se dostavovaly vždy jen v její přítomnosti.
Z tohoto období bylo zaznamenáno (před zraky profesora fyziky P. Büchlera) samovolné otevírání zásuvek, po němž následovalo samovolné odsunutí 175 kg těžké registrační skříně o 28 cm od stěny místnosti. (Dvojice přítomných kriminálních úředníků, kteří tento jev konstatovali, jen s velkou námahou „manuálně“ vrátila těžkou registraturu zpět na své původní místo.)  Obrazy a kalendáře padaly na zem nebo se otáčely ve svých závěsech (otáčení jednoho obrazu na zdi o více než 80 stupňů bylo zachyceno na videozáznamovém zařízení AMPEX); často bylo slyšet praskavé zvuky, explodovaly baňky žárovek (těmi byly nahrazeny zničené zářivky), ačkoliv nebyly vůbec rozsvíceny a ačkoliv po destrukci zůstalo vlákno žárovky nepoškozené; praskala stínidla osvětlovacích těles.
Prof. Hans Bender psychodiagnosticky zkoumal Anemarie Schaberlovou ve Freiburgu. V cílených experimentech zaměřených na vědomé psychokinetické schopnosti zcela propadla, naopak byla úspěšná při sérii řízených telepatických pokusů.
V advokátní kanceláři byla praktikantka Anemarie Schaberlová od jisté doby vystavena neúměrně větší pracovní zátěži než ostatní zaměstnanci. Pojišťovna odmítla JUDr. Adamovi platit způsobené škody a navíc začalo být ohrožováno duševní zdraví ostatních zaměstnanců.
Rozvázání pracovního poměru (k 8. únoru 1968) bylo jen logickým důsledkem, Anemarie Schaberlová žila nějakou dobu s rodiči (i tady se nevysvětlitelné úkazy opakovaly), poté nastoupila do jiné advokátní kanceláře (aby si doplnila svoji praxi), kde její přítomnost neblahé jevy opět provázely.
Profesor dr. Hans Bender jednoznačně prokázal, že původce paranormálních jevů – devatenáctiletá praktikantka Anemarie Schaberlová – byla na svém pracovním místě velmi nespokojená až nešťastná. A bylo to právě její psychické rozpoložení, které „nevědomě“ evokovalo neobvyklé psychokinetické jevy popsané výše. (Pokud byla Anemarie Schaberlová vyzvána k vědomému telekinetickému působení, výsledkem byl „katastrofální neúspěch“.)

## Pochybnosti

### Albin Neumann, Herbert Schiff a Gert Gunther Kramer
V dubnu roku 1970 byl otištěn článek v německém týdeníku Die Zeit, ve kterém spoluautoři knihy "Falsche Geister, echte Schwindler?" (česky: „Falešní duchové, opravdoví podvodníci?“, 1. vydání vyšlo v roce 1969) Albin Neumann (Allan), Herbert Schiff a Gert Gunther Kramer tvrdili, že nevysvětlitelné jevy v advokátní kanceláři JUDr Sigmunda Adama v bavorském Rosenheimu na přelomu let 1967/1968 byly dílem podvodu. Autoři psali, že navštívili kanceláře Adamovy advokátní praxe a že tam objevili nylonová vlákna, která byla připojena ke kancelářským zařízením jako jsou stropní světla a nástěnné obrazy. Při aktivaci (zatažení) těchto vláken by tyto mohly způsobit pohyb světel či obrazů. Na základě tohoto zjištění dospěli k závěru, že „veřejnost byla podvedena triky“. Advokát Sigmund Adam údajně podal soudní příkaz k zastavení dalších publikací výše zmíněné knihy. Ten ale soud neudělil a tak byla další jednání naplánována u okresního soudu v Traunsteinu, ale ani zde advokát Adam nakonec neuspěl.

### Piet Hein Hoebens
Nizozemský novinář, parapsycholog a skeptik Piet Hein Hoebens kritizoval Benderovy vyšetřovací závěry ohledně Rosenheimského případu s tím, že „Žádná úplná zpráva o vyšetřování nebyla nikdy zveřejněna, takže nemůžeme zkontrolovat, do jaké míry byli parapsychologové úspěšní při vyloučení přirozených vysvětlení.“ Piet Hein Hoebens napsal, že Benderovy zprávy o jeho vyšetřování ukazují, že možná nemusel dostatečně důkladně prozkoumat některé důkazy, které Hoebens považuje za vysoce diskutabilní (sporné).
Horší je, že Hans Bender vynechal velmi významný fakt, a totiž to, že slečna Annemarie Schaberlová byla chycena při podvodu policistou. Hans Bender se rovněž nezmínil ani o neprůkazných, ale podivných objevech, které učinil vídeňský kouzelník Allan (Albin Neumann) po návštěvě Adamovy advokátní kanceláře během vypuknutí Rosenheimské „poltergaistové“ aféry. Na videozáznamu pořízeném na zařízení AMPEX bylo zachyceno otočení obrazu o 120 stupňů, ale to je o celých 200 úhlových stupňů méně, než uvedl ve své první zprávě Hans Bender.
Piet Hein Hoebens, kritika Rosenheimského případu, 
Piet Hein Hoebens také kritizoval Benderovu víru v paranormálno jako „nekompatibilní s vědeckým výzkumem.“

### John Gerald Taylor
Britský fyzik a autor (známý kritickými publikacemi namířenými proti paranormálním jevům) John Gerald Taylor napsal, že měření proudu, zachycená zapisovacím zařízením v advokátní kanceláři Sigmunda Adama, byla pravděpodobně podvodně vyrobena a že vysvětlení údajných psychokinetických jevů bylo směsí „očekávání, halucinace a podvodů.“
Měřič elektrického proudu (používaný pro záznam poruch) zaznamenal silné výchylky, které však byly mechanicky vytvořeny. Záznam byl „ve tvaru smyčky“ (tvaru písmene „S“) a vypadal, jako by byl mechanicky vyroben, záznamový papír byl dokonce roztržen, záznamová jehla byla stlačena dolů nějakou silou. Protože výchylky nebyly ve skutečnosti zaznamenány v průběhu procesu záznamu, není možné říci, jak byly vyrobeny, ale lidská ruka zdá se býti nejpravděpodobnější … Jediným možným vysvětlením, které nám v tomto celém psychokinetickém fenoménu zůstává, je to, že šlo o směsici „očekávání, halucinací a podvodů“.
John Gerald Taylor, kritika Rosenheimského případu,